# Callipero formosa
Callipero formosa là một loài bọ cánh cứng trong họ Cerambycidae.